# Logement en Écosse
 (février 2020).
Le contenu est difficilement compréhensible vu les erreurs de traduction, qui sont peut-être dues à l'utilisation d'un logiciel de traduction automatique.

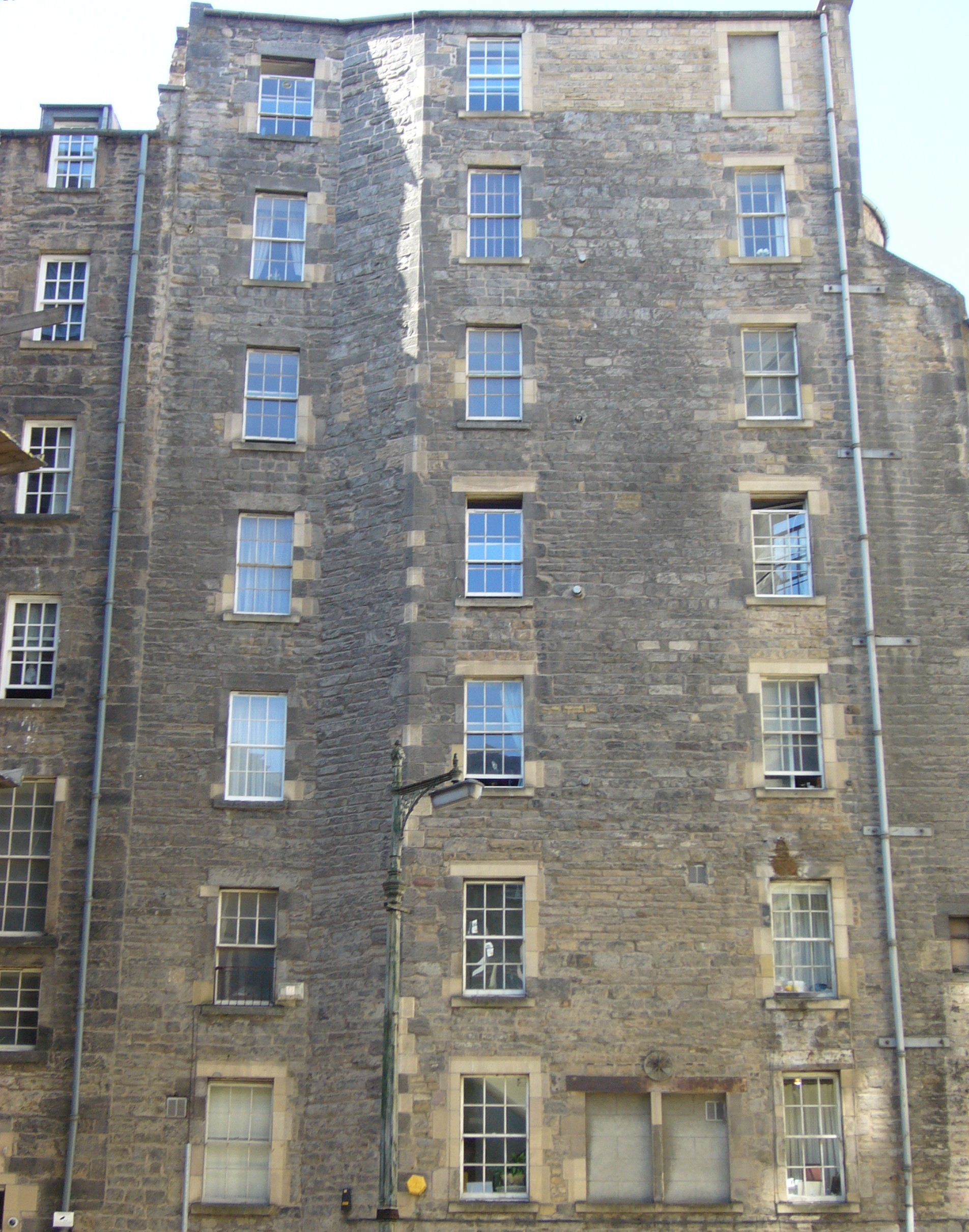
Vue arrière d'un immeuble écossais, Édimbourg

Le logement en Écosse comprend toutes les formes d'habitations construites dans ce qui est aujourd'hui l'Écosse, depuis la première période d'occupation humaine jusqu'à nos jours. La plus ancienne maison d'Écosse date du Mésolithique. Au Néolithique, l'agriculture sédentaire a conduit à la construction des premières maisons en pierre. Il existe également des preuves de cette période de grandes halles en bois. À l'âge du bronze, il y avait des crannogs ronds cellulaires (construits sur des îles artificielles) et des forts qui entouraient de grandes colonies. À l'âge du fer, les maisons cellulaires commencent à être remplacées sur les îles du Nord par de simples rotondes atlantiques, de grands bâtiments circulaires avec une construction en pierre de taille. Les plus grandes constructions qui datent de cette époque sont les brochs et les duns circulaires et les timoneries.
Après la Première Guerre mondiale, le gouvernement a répondu à la privation urbaine avec un vaste programme de construction de logements sociaux. Beaucoup se trouvaient sur des sites entièrement nouveaux de maisons jumelées ou de chalets mitoyens . Dans les années 1930, les projets avaient tendance à être construits à moindre coût, mais une enquête de 1936 a révélé que près de la moitié des maisons écossaises étaient encore inadéquates. Il y avait également un vaste bâtiment privé de «ceintures de bungalows » suburbains, en particulier autour d'Édimbourg. À partir du milieu du XXe siècle, l'architecture publique est devenue plus utilitaire, dans le cadre de l'impulsion à produire un État-providence complet et l'influence du modernisme . Au fur et à mesure que le désir de régénération urbaine de l'après-guerre prend de l'ampleur, il se concentre sur le bloc tour . Une autre solution adoptée en Écosse a été la construction de nouvelles villes comme Glenrothes et Cumbernauld . D'abord loués, ils ont été fortement critiqués au XXIe siècle. La création de Scottish Homes en 1989 a augmenté le stock de logements privés et réduit le rôle du secteur public et l'orientation de la planification par les autorités locales. Les années 1980 ont vu la croissance de la construction de maisons spéculatives par les développeurs, beaucoup introduisant des styles vernaculaires anglais en briques et à colombages en Écosse. Les ventes de maisons communales étaient également populaires en Écosse. Il y a eu de plus en plus de tentatives pour préserver une grande partie de ce qui subsiste du patrimoine architectural écossais et des programmes de régénération urbaine, ce qui a entraîné le retour des populations résidentes dans les principaux centres urbains. En 2011, il y avait 2,37 millions de ménages dont plus de 60% étaient occupés par leur propriétaire. Le nombre de ménages monoparentaux occupés a augmenté depuis 2001, ce qui explique en grande partie l'augmentation du nombre de ménages. Le gouvernement écossais décentralisé a adopté une perspective distincte sur le sans-abrisme, faisant du logement un droit pour les sans-abri volontaires.

## Préhistoire

### Âge de pierre

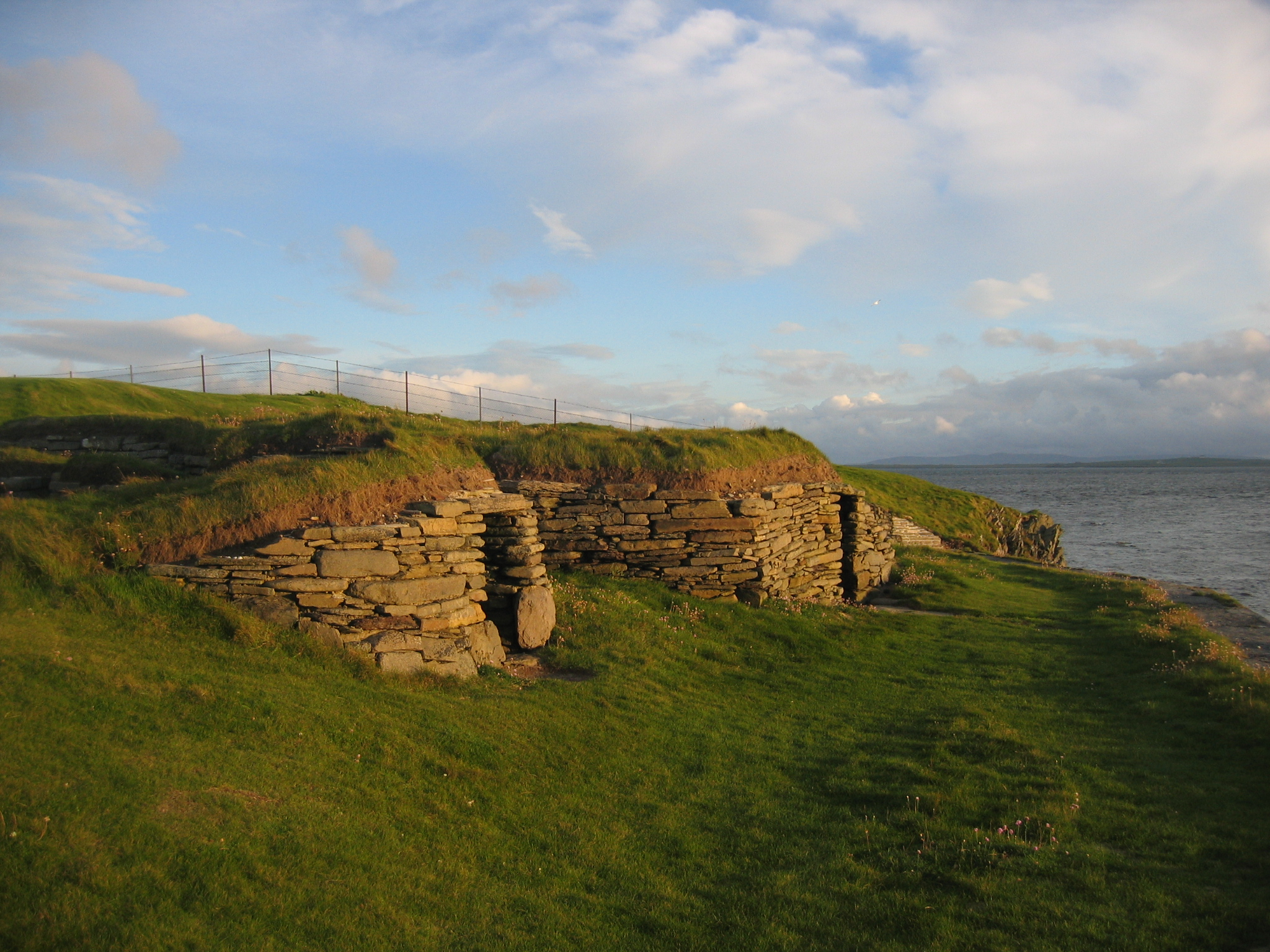
Le bâtiment en pierre à Knap of Howar, Orkney, l'une des plus anciennes maisons survivantes dans le nord-ouest de l'Europe

La maison la plus ancienne pour laquelle il existe des preuves en Écosse est la structure ovale de poteaux en bois trouvés à South Queensferry près du Firth of Forth, datant de la période mésolithique, environ 8240 avant notre ère. Les premières structures en pierre sont probablement les trois foyers trouvés dans le Jura, datés d'environ 6000 avant notre ère. Avec le développement de l'agriculture, des groupes de colons ont commencé à construire des maisons en pierre sur ce qui est maintenant le sol écossais au Néolithique, il y a environ 6 000 ans, et les premiers villages environ 500 ans plus tard. Les sites d'habitation néolithiques sont particulièrement communs et bien préservés dans les îles du Nord et de l' Ouest, où le manque d'arbres a conduit à la construction de la plupart des structures en pierre locale. Le bâtiment en pierre à Knap of Howar à Papa Westray, Orkney est l'une des plus anciennes maisons encore en vie dans le nord-ouest de l'Europe, utilisant des gravats localement rassemblés dans une construction en pierre sèche, il a probablement été occupé pendant 900 ans, entre 3700 et 2800 BCE. Skara Brae sur le continent des Orcades date également de cette époque, occupée entre 3100 et 2500 avant notre ère et est le village néolithique le plus complet d'Europe. Depuis l'époque néolithique, il existe des preuves de halls en bois. Celles-ci sont probablement uniques à l'Écosse et étaient des bâtiments à toit massif en chêne, qui semblent tous avoir été brûlés par la suite. Il y a un débat sur le rôle de ces bâtiments, qui ont été considérés diversement comme des fermes agricoles régulières de familles néolithiques et liés à une série de constructions monumentales telles que des brouettes. La salle de Balbridie, Aberdeenshire était de 85 pieds (26 m)   long, 43 pieds (13 m)   large et peut avoir eu un toit de 30 pieds (9 m)   haut, ce qui le rend assez grand pour accueillir jusqu'à 50 personnes.

### Âge de Bronze

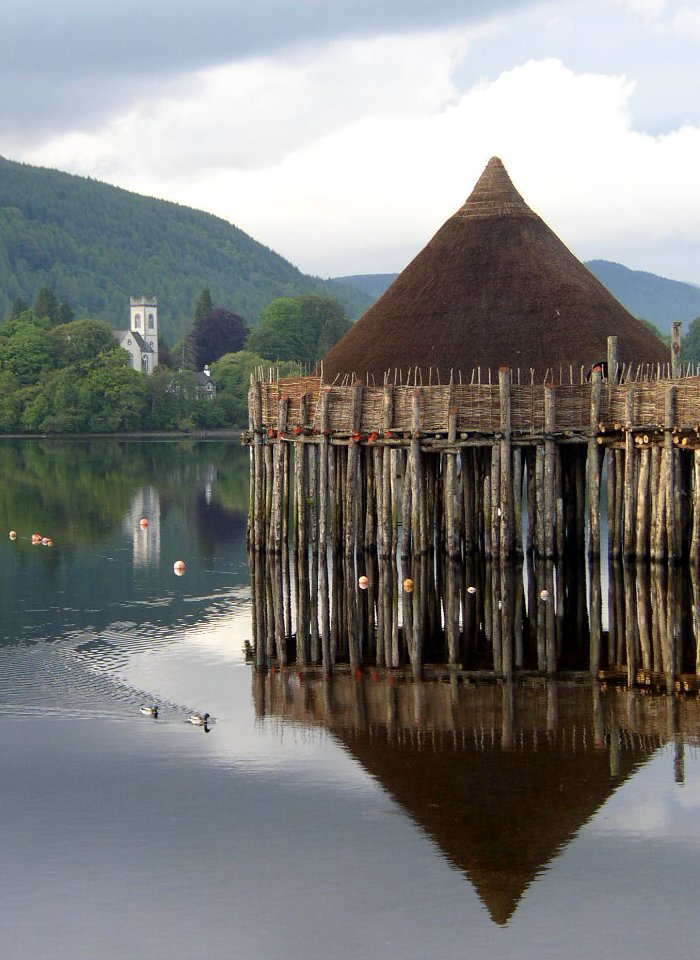
Crannog reconstruit sur le Loch Tay

Comme le travail du bronze s'est développé vers 2000 avant notre ère, il y a eu une baisse de la construction de grandes nouvelles structures, ce qui, avec une réduction de la superficie totale cultivée, suggère une baisse de la population. Dès l' âge du bronze précoce et moyen, il existe des preuves de maisons cellulaires rondes en pierre, comme à Jarlshof et Sumburgh sur les Shetland. À Jarlshof, ce sont des maisons ovales avec des murs de pierre épais, qui peuvent avoir été partiellement souterrains à la première période d'habitation, une technique qui a fourni à la fois la stabilité structurelle et l'isolation. Il existe également des preuves de l'occupation de crannogs, de rotondes partiellement ou entièrement construites sur des îles artificielles, généralement dans les lacs, les rivières et les eaux estuariennes. Ils étaient souvent construits de couches de broussailles et de gravats. Parfois, ils ont été revisités sur les bords avec des pieux verticaux et parfois recouverts de rondins de chêne. Comme ailleurs en Europe, les forts de colline ont été introduits pour la première fois à cette période, y compris l'occupation de la colline d'Eildon près de Melrose dans les Scottish Borders, à partir d'environ 1000 avant notre ère, qui abritait plusieurs centaines de maisons sur une colline fortifiée  et la loi Traprain dans l'Est Lothian, qui avait une enceinte de 20 acres, sectionnée à deux endroits à l'ouest du sommet, composée d'un mur de pierre courbé avec un noyau de gravats.

### Âge de fer
Au début de l'âge du fer, à partir du septième siècle avant notre ère, les maisons cellulaires commencent à être remplacées sur les îles du Nord par de simples rotondes atlantiques, de grands bâtiments circulaires avec une construction en pierre de taille. Des exemples importants sont à Quanterness, Bu, Pierowall et Tofts Ness sur Orkney et à Clickhimin sur Shetland. À partir d'environ 400 avant notre ère, des rotondes atlantiques plus complexes ont commencé à être construites, comme à Howe, Orkney et Crosskirk, Caithness. Les plus grandes constructions qui datent de cette époque sont les tours broch circulaires, datant probablement d'environ 200 avant notre ère. La plupart des ruines ne survivent que jusqu'à quelques mètres au-dessus du sol, bien qu'il existe cinq exemples de tours dont les murs dépassent encore 21 pieds (6 m)   en hauteur. Il y a au moins 100 sites broch en Ecosse. Malgré des recherches approfondies, leur objet et la nature des sociétés qui les ont créés font encore débat. Les archéologues depuis les années 1960 ont distingué les brochets des structures plus petites de construction similaire, généralement appelées duns. La preuve la plus lourde de l'occupation des crannogs était à cette époque, mais ils continueraient à être utilisés jusqu'au Moyen Âge. Cette période a également vu les débuts des timoneries, une rotonde avec un mur extérieur caractéristique, à l'intérieur de laquelle se trouvait un cercle de piliers en pierre (ressemblant aux rayons d'une roue), mais ceux-ci fleuriraient le plus à l'ère de l'occupation romaine. Il existe des preuves pour environ 1 000 collines de l' âge du fer en Écosse, la plupart situées en dessous de la ligne Clyde-Forth. La plupart sont circulaires, avec une seule palissade autour d'une enceinte. Ils semblent avoir été largement abandonnés à l'époque romaine, mais certains semblent avoir été réoccupés après leur départ.

## Moyen Âge

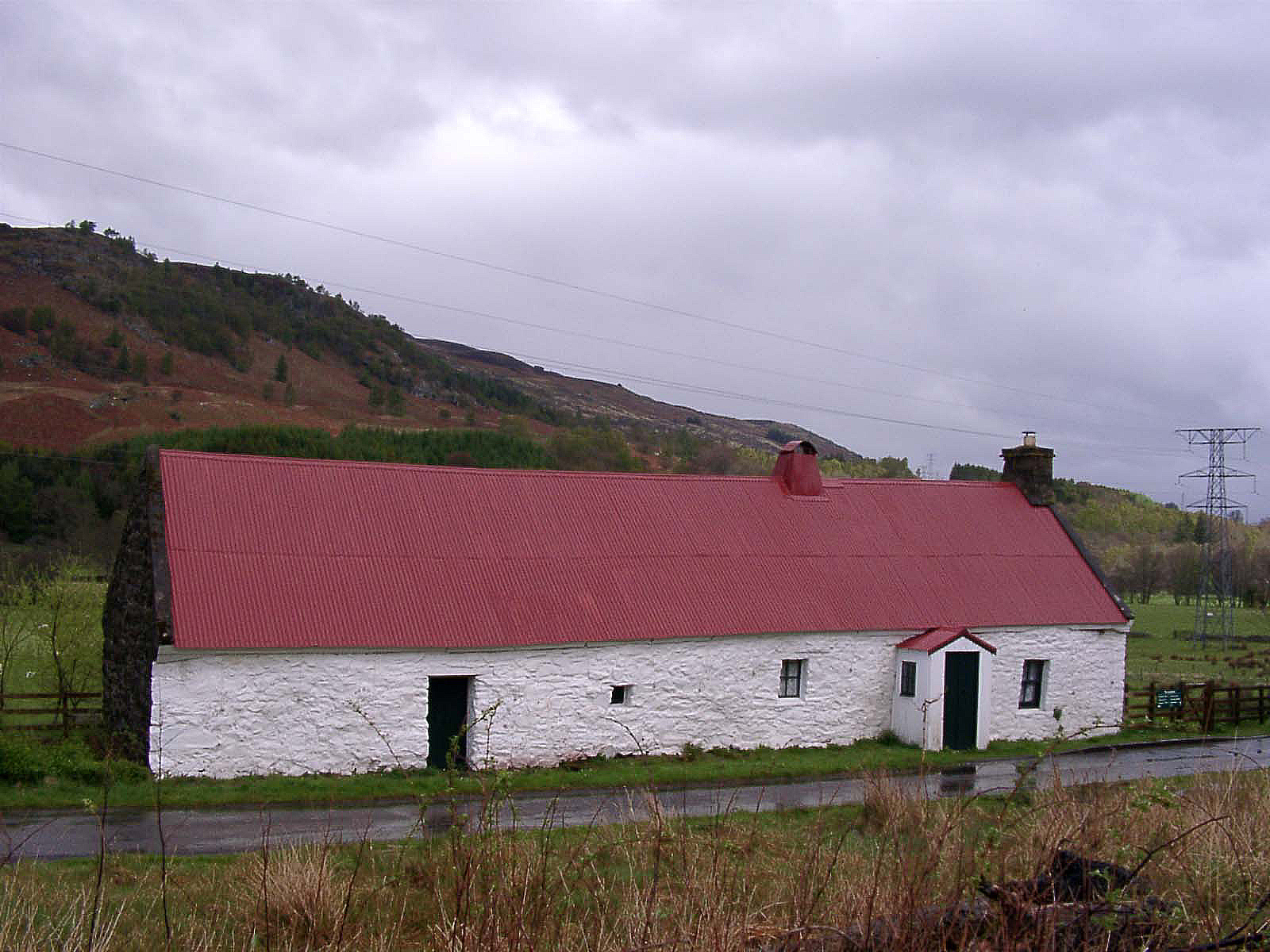
La Moirlanich Longhouse, une black house construite au XIXe siècle de façon traditionnelle avec une charpente

### Maisons rurales
Très peu de maisons rurales ont survécu à l'époque médiévale en Écosse. Comme en Angleterre, Cruck la construction a été utilisé, en utilisant des paires de poutres courbes pour soutenir le toit, mais, contrairement à l' Angleterre, ils étaient généralement cachés de la vue. Les principaux bois d'œuvre appartenaient souvent au laird local et étaient connus sous le nom de «bois de maître» ou de «bois de maître» et étaient souvent réutilisés. La responsabilité de remplir les murs appartenait généralement aux locataires. Le gazon était largement utilisé pour remplir les murs, parfois sur une base en pierre, mais ils ne duraient pas longtemps et devaient être reconstruits peut-être aussi souvent que tous les deux ou trois ans. Dans certaines régions, y compris le sud-ouest et les environs de Dundee, des murs en argile solide ont été utilisés, ou des combinaisons d'argile, de gazon et de terre, enduits d'argile ou de chaux pour les rendre résistants aux intempéries. En l'absence de bois de construction de longue portée, le matériau de construction le plus courant était la pierre, utilisée dans la construction en mortier et en pierre sèche. Différentes régions utilisaient du balai, de la bruyère, de la paille, du gazon ou des roseaux pour la toiture. Au centre de la plupart des maisons se trouvait le foyer. Les plus simples se trouvaient au centre du sol, avec de la fumée sortant par un trou dans le toit et cette forme avait tendance à être utilisée plus longtemps dans les Highlands. Les formes plus développées avaient une dorsale d'une seule dalle ou muraille. Il existe des preuves de maisons de plaine avec des auvents pour l'extraction de la fumée.

### Bourgs
A partir du XIIe siècle, des bourgs, villes à qui la Couronne accorde certains privilèges juridiques, se développent, notamment sur la côte est. Ils étaient généralement entourés d'une palissade ou avaient un château et avaient généralement un marché, avec une rue haute ou une jonction élargie, souvent marquée par une croix de mercat, à côté des maisons pour les nobles, les bourgeois et autres habitants importants  qui étaient souvent construits dans un style relativement élaboré et à la fin de la période, certains auraient des toits ou des tuiles en ardoise. Il ne reste que très peu de maisons des pauvres des villes. Ils étaient probablement en grande partie situés dans l'arrière-pays, loin des façades des rues principales. D'Aberdeen et de Perth, il existe des preuves de près de quarante bâtiments datant du XIIe au XIVe siècle, avec des murs de planches ou de caroncules.

## Début moderne

### Établissement rural

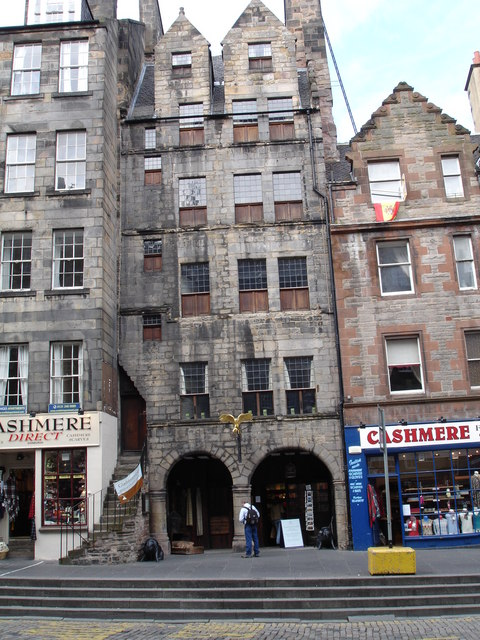
Les six étages Gladstone's Land, Édimbourg, démontrant la tendance à s'accumuler dans les quartiers grandissants

La plupart des premiers habitants modernes, dans les basses terres et les hautes terres, étaient hébergés dans de petits hameaux et des habitations isolées. La plupart des exploitations agricoles étaient basées sur les fermtoun des basses terres ou baile des hautes terres, les colonies d'une poignée de familles qui exploitaient conjointement une zone théoriquement appropriée pour deux ou trois équipes de labour. Au fur et à mesure que la population augmentait, certaines de ces colonies ont été subdivisées pour créer de nouveaux hameaux et des terres plus marginales ont été colonisées, avec des boutures (des grappes de huttes occupées pendant que les pâturages d'été étaient utilisés pour le pâturage), devenant des colonies permanentes. La disposition standard d'une maison dans toute l'Écosse avant l'amélioration agricole était une habitation ou une maison longue ou une maison noire avec des humains et du bétail partageant un toit commun, souvent séparés par seulement une cloison de séparation, menant au byre (grange)  que les chalets des Highlands et des îles avaient tendance à être plus rudimentaires, avec des chambres individuelles, des fenêtres à fentes et des sols en terre, souvent partagés par une grande famille. En revanche, de nombreux chalets Lowland avaient des chambres et des chambres distinctes, étaient recouverts de plâtre ou de peinture et avaient même des fenêtres vitrées.

### Établissement urbain
Au seizième siècle, peut-être dix pour cent de la population vivaient dans l'un des nombreux quartiers. Une caractéristique des bourgs écossais était de longues rues principales d'immeubles de grande hauteur, avec des vennels, des wynds et des ruelles qui en découlaient, dont beaucoup survivent aujourd'hui. De nombreuses maisons dans les villes écossaises avaient des formes dérivées de celles des principaux centres urbains de la Toscane et des Pays-Bas, bien que réalisées avec des techniques et des matériaux écossais traditionnels. Les maisons à pans de bois étaient courantes dans les centres urbains d'Europe, mais, peut-être en raison de la pénurie de gros bois et de l'abondance de pierre ouvrable en Écosse, les maisons avec seulement des façades en bois étaient plus courantes. Malgré les problèmes logistiques, les maisons à colombages ont connu une résurgence à la fin du XVIe siècle, en particulier à Édimbourg, où il y avait un grand nombre de constructions en planches, en jetées et en planches. De plus en plus de maisons à colombages se trouvaient à côté des plus grandes maisons de ville aux toits de pierre et d'ardoise des marchands et de la gentry urbaine. À la fin du XVIIe siècle, ceux-ci avaient pris une apparence flamande ou hollandaise reconnaissable. Ils étaient souvent étroits, à quatre étages, à pignon et à corbeau, mais souvent construits en pierre et en harl . Ils avaient parfois des arcades au rez-de-chaussée ou des piazzas . La plupart des maisons au toit de chaume en bois n'ont pas survécu, mais des maisons en pierre de l'époque peuvent être vues à Édimbourg à Lady Stair's House, Acheson House et le six étages Gladstone's Land, un exemple précoce de la tendance à la construction dans les villes de plus en plus peuplées, produisant immeubles divisés horizontalement.

## Amélioration et révolution industrielle

### Amélioration agricole

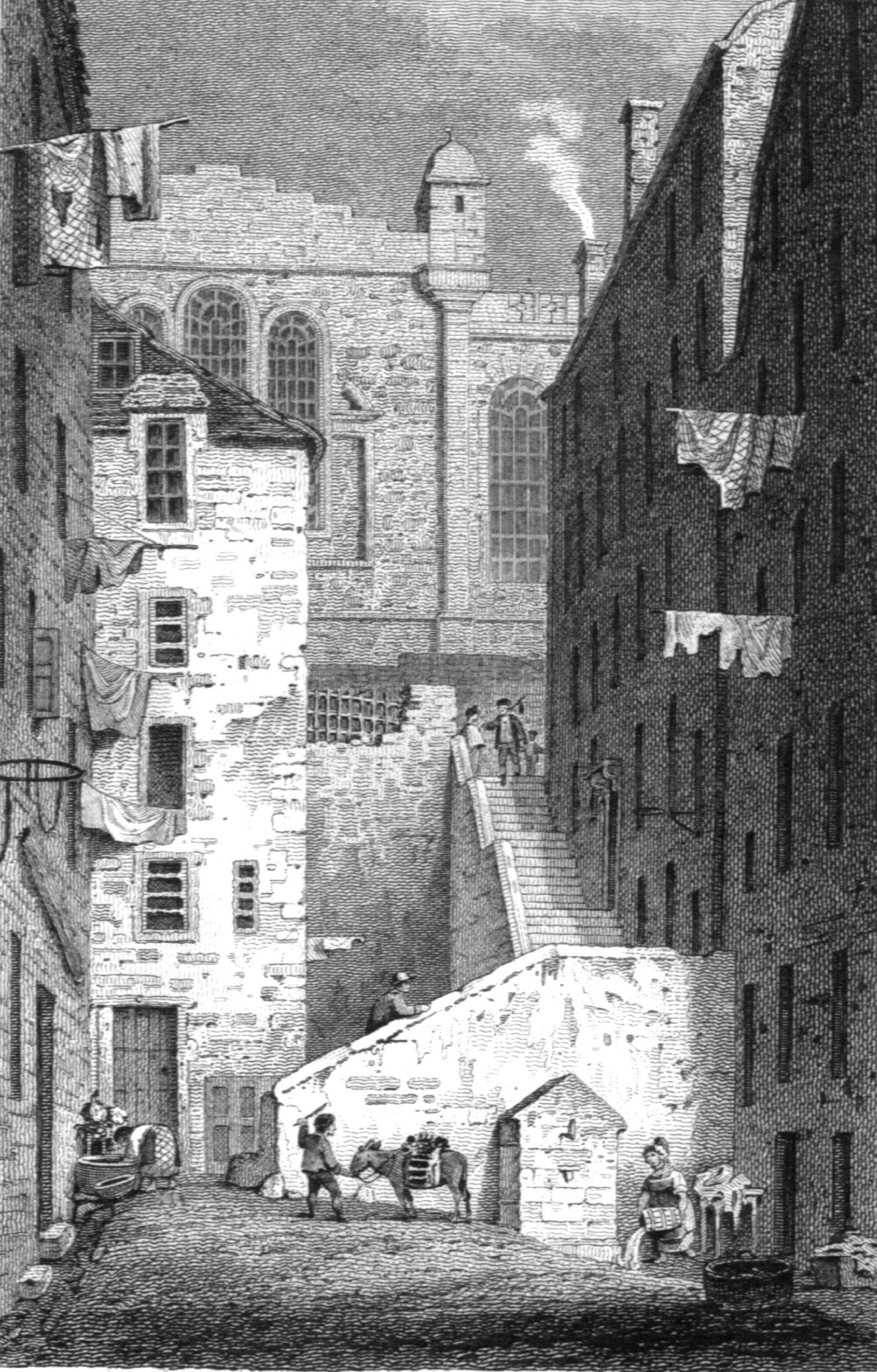
L'arrière des immeubles à l'arrière du Parlement, montré en 1820

Au XVIIIe siècle, il y avait une tentative consciente d'améliorer l'agriculture parmi la noblesse et la noblesse. La Society of Improvers a été fondée en 1723, y compris en ses 300 membres ducs, comtes, lairds et propriétaires. Les enclos ont commencé à déplacer le système runrig et les pâturages libres. De nouveaux bâtiments de ferme, souvent basés sur des dessins dans des livres de patrons, ont remplacé le fermtoun, et la diversité régionale a été remplacée par une standardisation des formes de construction. Les petites fermes conservaient le contour linéaire de la maison longue, avec une maison d'habitation, une grange et un byre dans une rangée, mais dans les grandes fermes, une disposition à trois ou quatre côtés est devenue courante, séparant la maison d'habitation des granges et des logements des domestiques. Des centaines de milliers de cottars et de fermiers du centre et du sud de l'Écosse ont été forcés de quitter les fermes et les petites exploitations que leurs familles occupaient depuis des centaines d'années. De nombreuses petites colonies ont été démantelées. Parmi ceux qui restaient, beaucoup étaient désormais des cultivateurs : des familles pauvres vivant sur des "crofts" - de très petites exploitations louées à durée indéterminée utilisées pour élever diverses cultures et animaux, avec le varech, la pêche, la filature du linge et le service militaire comme sources importantes de revenus. Beaucoup vivaient dans des maisons noires avec des murs à double épaisseur d'environ 6 pieds (2 m)   haut, fait de pierre locale et rempli de gravats et de terre et de chaume de roseaux. Ils n'étaient pas à l'intérieur et étaient généralement réchauffés par un feu de tourbe sur un sol en dalle, dont la fumée leur donnait leur nom. D'autres ont été contraints soit aux nouveaux villages construits à cet effet construits par les propriétaires tels que John Cockburn à Ormiston et Archibald Grant 's Monymusk, aux nouveaux centres industriels de Glasgow, Édimbourg, nord de l'Angleterre, ou au Canada ou aux États-Unis.

### Croissance urbaine
La révolution industrielle a transformé l'échelle des villes écossaises. A Edimbourg, le classicisme, ainsi que sa réputation de centre majeur des Lumières, ont fait que la ville a été surnommée "L'Athènes du Nord". Dans la seconde moitié du XVIIIe siècle, une nouvelle ville de bâtiments d'inspiration classique a été aménagée selon un plan élaboré par James Craig . Ce plan de grille, les formes de construction et les détails architecturaux seraient copiés par de nombreuses petites villes à travers l'Écosse, bien que rendus dans des matériaux extraits localement.
Avec l'industrialisation, Glasgow est devenue la «deuxième ville de l'Empire»  passant d'une population de 77 385 habitants en 1801 à 274 324 en 1841  Entre 1780 et 1830, trois «villes nouvelles» de la classe moyenne ont été aménagées sur des plans de quadrillage, semblables à ceux d'Édimbourg, au sud et à l'ouest de la vieille ville. L'autre côté de l'augmentation de la richesse et de l'architecture planifiée pour l'aristocratie et les classes moyennes était la croissance de l'étalement urbain. À Glasgow, la main-d'œuvre croissante a été laissée à la merci des forces du marché alors que des immeubles suburbains ont été jetés, en particulier à l'est de la ville, comme ceux des Gorbals au sud, où la surpopulation, le manque d'assainissement et le général la pauvreté a contribué à la maladie, au crime et à une très faible opportunité de vie.
Les centres urbains de plus en plus utilisés de la pierre extraite localement. Alors qu'Édimbourg a largement utilisé le grès jaune, le centre commercial et les immeubles de Glasgow ont été construits en grès rouge distinctif. Après un incendie majeur dans l'Aberdeen en grande partie en bois dans les années 1740, les pères de la ville ont décrété que les principaux bâtiments devraient être dans le granit localement abondant, entamant une nouvelle phase dans l'exploitation minière à grande échelle et conduisant à la "ville de granit", devenant un centre de une industrie majeure au XIXe siècle, qui fournissait à l'Écosse et à l'Angleterre des pierres de parement, des dalles et des piliers.

### Nouvelles villes

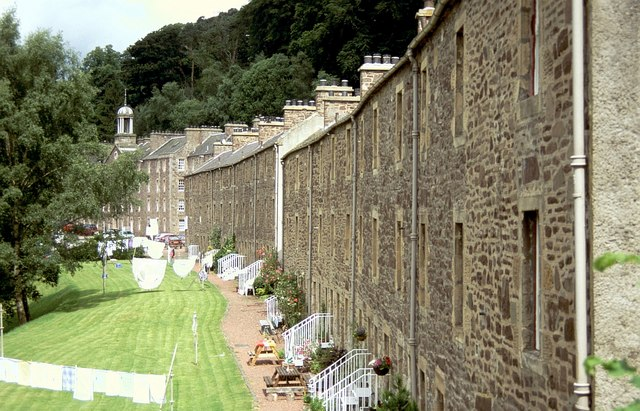
Logement pour les travailleurs de New Lanark

Le concept parfois utopique de la nouvelle ville, visant à améliorer la société grâce à la fondation de communautés architecturales, a été un élément important de la pensée écossaise du milieu du XVIIIe au XXe siècle. En plus des nouvelles villes d'Édimbourg et de Glasgow, celles-ci comprenaient la reconstruction complète d' Inverary pour John Campbell, 5e duc d'Argyll par John Adam et Robert Mylne, entre 1772 et 1800  Helensburgh près de Glasgow a été aménagée en 1776 sur un plan de grille. À partir de 1800, le New Lanark de Robert Owen, conçu comme une communauté autonome, combinant l'industrie avec des conditions de vie ordonnées et améliorées, a été une étape importante dans le développement historique de l'urbanisme.
L'Écosse a également produit l'une des figures majeures de l'urbanisme du sociologue Patrick Geddes (1854–1932), qui a développé le concept d'agglomération, et a rejeté l'idée de «dégagements rapides» pour supprimer les logements existants et l'imposition du plan de quadrillage, en faveur de la «chirurgie conservatrice»: conserver les meilleurs bâtiments d'une zone et éliminer les pires. Il a mis cela en pratique, achetant et améliorant les taudis à James Court, et dans de nouveaux développements à Ramsay Garden, Édimbourg.

## Vingtième siècle

### Logement du Conseil et nettoyage des bidonvilles

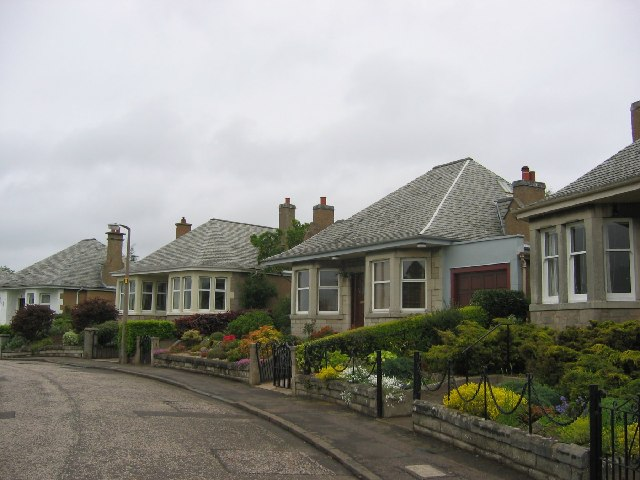
Bungalows à Comiston : typique des logements de banlieue à faible densité autour d'Édimbourg

Au XXe siècle, l'utilisation écossaise distinctive de l'architecture en pierre a diminué, car elle a été remplacée par des alternatives moins chères telles que le ciment Portland, le béton et la brique de production de masse. La pierre serait toutefois conservée comme matériau pour certains logements à Édimbourg, Aberdeen et Dumfries, et subirait des reprises. Pendant la Première Guerre mondiale, le gouvernement a pris de plus en plus conscience des problèmes de logement en Écosse, en particulier après la grève des loyers à Glasgow en 1915. Une commission royale de 1917 un rapport sur les « privy- indiciblement sales tertres dans la plupart des régions minières, mal construit humide incurablement cottages d'ouvriers dans les fermes, les cantons entiers impropres à l' occupation humaine dans les comtés et les îles fermières   ... des groupes de maisons sans lumière et non ventilées dans les vieux quartiers, des masses de bidonvilles dans les grandes villes. "  Le résultat a été un vaste programme de construction de logements sociaux. En 1914, 90% du parc de logements appartenait à des particuliers, mais en 1981 , le nombre de logements dans le secteur public atteindrait un pic à 55% (contre 29,1% en Angleterre et au Pays de Galles). De nombreuses premières maisons communales ont été construites sur des sites entièrement nouveaux loin de la pollution de la ville, souvent construites en maisons jumelées ou en maisons mitoyennes . Knightswood, au nord-ouest de Glasgow, a été construite comme pièce de spectacle de 1923 à 1929, avec une bibliothèque, un centre social et sept "défilés" commerciaux. En 1937, la Scottish Special Housing Association (SSHA) a été créée pour développer des logements pour la croissance économique, mais la plupart des projets dépendaient d'initiatives locales.
Dans les années 1930, les projets avaient tendance à être construits à moindre coût, comme Blackhill, Glasgow, avec un millier de maisons construites en deux et trois étages. Ces projets de construction ont été conçus pour reloger les personnes déplacées par le déblaiement des bidonvilles urbains, par lequel des milliers de logements ont été démolis. Cependant, souvent entassés dans des terres pauvres près des chemins de fer ou des usines à gaz, ils sont rapidement devenus notoires. Une enquête de 1936 a révélé que près de la moitié des maisons écossaises étaient encore inadéquates. Les résidents avaient tendance à préférer les solutions de faible hauteur au relogement et il y avait un vaste bâtiment privé de «ceintures de bungalow » suburbaines, en particulier autour d'Édimbourg, aménagé avec des carrés et des croissants. Ils ont aidé à faire la fortune des constructeurs, y compris Miller Homes, Ford et Torrie et Mactaggart et Mickel.

### Planification d'après-guerre

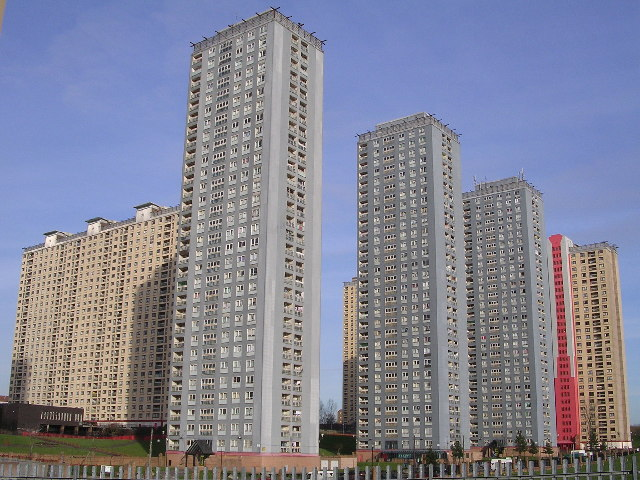
Les huit tours du Red Road Flats, Glasgow

À partir du milieu du XXe siècle, l'architecture publique est devenue plus utilitaire, dans le cadre de l'impulsion à produire un État-providence complet et l'influence du modernisme. Le principal objectif de la planification d'après-guerre était le déminage et la reconstruction. Le processus a commencé à Paisley, où à partir de 1955 les populations des quartiers ont été décantées, les bâtiments démolis et la reconstruction a commencé. Le résultat dans le premier quartier, George Street / Canal Street, a été des appartements bas construits en enduit et des décombres réutilisés autour des cours paysagères, avec une tour de 15 étages à une extrémité. Au fur et à mesure que le désir de régénération urbaine de l'après-guerre prend de l'ampleur, il se concentrera sur le bloc tour, défendu à Glasgow par David Gibson, président du comité du logement de la ville. Des projets comme les brutalistes Red Road Flats (1964-1969) offraient à l'origine l'espoir d'un nouveau départ et d'une évasion des immeubles surpeuplés du XIXe siècle de la ville, mais manquaient d'une infrastructure suffisante et se sont rapidement détériorés. Ils ont également fait un usage intensif de l' amiante comme ignifuge, ce qui a entraîné des problèmes de santé à long terme pour les constructeurs et les résidents. Robert Matthew (1906–75) et Basil Spence (1907–76) étaient responsables du réaménagement des Gorbals à Glasgow.
Une autre solution adoptée en Écosse a été la construction de nouvelles villes comme Glenrothes (1948) et Cumbernauld (1956), conçues pour retirer la population excédentaire des villes. Ceux-ci ont utilisé un nouveau modèle de conception communautaire bas et dense, avec des cottages en terrasse et des appartements bas. Cumbernauld a été loué pour son architecture lors de sa construction, mais le centre inachevé et l'agencement de la ville en général, ont reçu de vives critiques au XXIe siècle: son architecture moderniste décrite par un résident comme "le fantasme lego d'un enfant malheureux" ". La tendance brutaliste de l'urbanisme écossais global serait ridiculisée par ses "plans tabula rasa" et "l'arrogance de l'architecte". L'introduction de la loi de 1988 sur le logement (Écosse) a fusionné la SSHA avec la Scottish Housing Association pour former Scottish Homes, qui avait l'obligation de fournir un parc de logements, mais n'a pas conservé la possession, ce qui a réduit le rôle du secteur public et l'orientation globale de la planification. par les autorités locales,.

### Bâtiment privé et rénovation urbaine

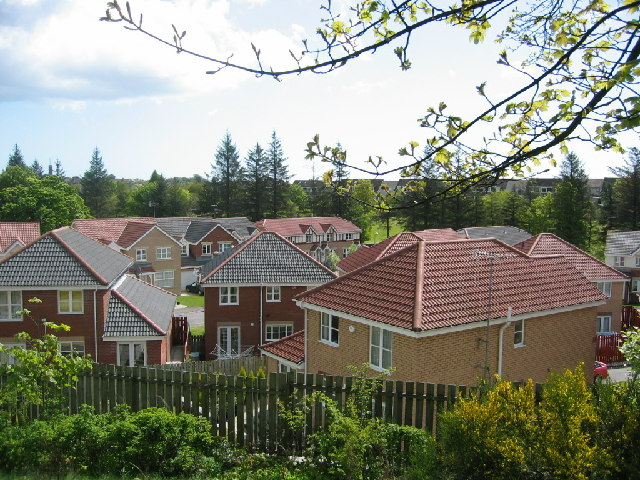
Logement moderne à Woodend, Aberdeen, construit en brique, à colombages peut être vu au loin

La volonté d'utiliser le logement pour transformer et réorganiser la société s'est apaisée dans les années 1970. Les années 80 ont vu la croissance de la construction de maisons spéculatives par les développeurs. Ceux-ci introduisirent des styles vernaculaires anglais à briques et à colombages en Écosse, qui étaient largement inconnus avant cette période. Beaucoup étaient de petite taille et construits selon des normes minimales avec peu de considération pour les questions énergétiques ou environnementales. Les ventes de logements sociaux étaient populaires en Écosse et jusqu'au milieu des années 90, contrairement à l'Angleterre, les autorités locales pouvaient utiliser la totalité de leurs recettes en capital pour le développement, y compris la construction de nouvelles maisons. Sous l'Assemblée écossaise, Scottish Homes a été aboli et remplacé par Communities Scotland en 2001, qui avait la responsabilité de fournir des logements abordables et d'améliorer l'environnement. En 2011, il a été à son tour remplacé par le Scottish Housing Regulator, dont le mandat comprend les propriétaires des autorités locales écossaises.
Il y a eu de plus en plus de tentatives pour préserver une grande partie de ce qui subsiste du patrimoine architectural écossais, y compris les grands bâtiments et monuments, et les maisons d'influence classique de villes comme Édimbourg et Glasgow. Il y a également eu des tentatives pour préserver les immeubles de Glasgow qui ont survécu, dont beaucoup ont été rénovés, restaurés dans leur grès rose et miel d'origine à partir des façades noires créées par la pollution  et adaptés aux normes modernes d'hébergement. La régénération urbaine a également été tentée dans des zones de déclin post-industriel, comme la Merchant City à Glasgow, qui a été retournée au logement à partir des années 1980, avec des conversions de greniers d'entrepôt  et plus récemment le front de mer à Édimbourg, entraînant un retour des populations résidentes vers les grands centres urbains.

## Ménages modernes

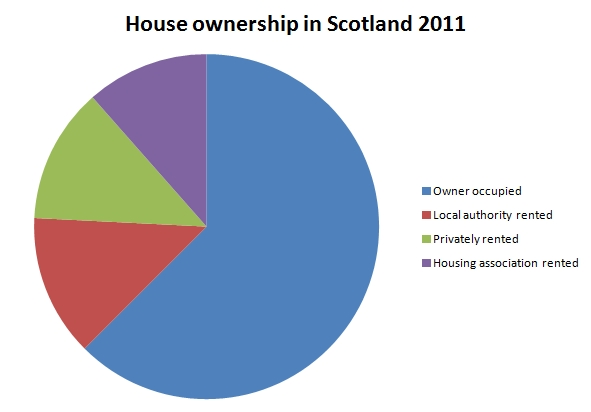
Diagramme à secteurs montrant les formes de propriété d'une maison en Écosse sur la base du recensement de 2011

En 2011, on estimait à 2,37 millions de ménages l'Écosse. Sur ce nombre, environ 1,5 million (62,5%) étaient des logements occupés par leur propriétaire, 319 000 (12,7%) logements loués auprès des autorités locales, 305 000 (11,5%) logements privés et 277 000 (11,5%) logements loués par des associations de logement. . Le nombre total a augmenté d'environ 173 000 (7,9%) au cours des dix dernières années, le taux d'augmentation ayant considérablement ralenti depuis le début du ralentissement économique en 2007. Le taux de croissance des ménages a été affecté par la baisse de l'offre de logements neufs (qui comprend les nouvelles constructions, les rénovations et les conversions). Ce chiffre a baissé chaque année de 2008-2009 à 2010-2011, passant d'environ 27 600 unités en 2007-2008 à 17 100 unités en 2010-2011. Le nombre de ménages a augmenté après 2010 dans toutes les autorités locales, à l'exception de Clackmannanshire, Inverclyde et West Dunbartonshire . L' Aberdeenshire a enregistré la plus forte augmentation depuis 2001 en pourcentage, avec 13 800 ménages supplémentaires (15,2%). La ville d'Édimbourg a connu la plus forte augmentation absolue de 17 000 ménages (8,3%). Dans l'ensemble, 2,8% des logements sont vacants et 1,5% sont des résidences secondaires, avec les proportions les plus importantes dans les zones rurales.
La taille moyenne des ménages a diminué, avec plus de personnes vivant seules ou dans des ménages plus petits. Entre 2005 et 2010, le nombre de ménages contenant un seul adulte a augmenté de 5% et le nombre de deux ménages adultes a augmenté de 8%, tandis que le nombre de ménages contenant un adulte a diminué de 11% et le nombre de ménages deux adultes ou plus avec enfants ont chuté de 3%. Le nombre de ménages de trois adultes ou plus a augmenté de 11%. Ces changements dans la composition des ménages ont contribué à une augmentation de 4% du nombre de ménages en Écosse entre 2005 et 2010, ce qui était supérieur à l'augmentation de la population au cours de cette période (2,5%).
Depuis la création d'un Parlement écossais distinct et d'un gouvernement décentralisé en 1999, il y a eu une réponse au sans-abrisme en Écosse qui se distingue du reste du Royaume-Uni, décrite comme une "approche fondée sur les droits". La loi de 2001 sur le logement (Écosse) obligeait les autorités locales à loger les sans-abri pendant que les demandes de priorité étaient examinées. Même s'il s'avérait que les demandeurs n'avaient pas un besoin prioritaire, les conseils devaient fournir un logement pendant une période raisonnable. La loi de 2003 sur le sans-abrisme (Écosse) est allée plus loin en supprimant progressivement la distinction entre les besoins prioritaires et non prioritaires, de sorte qu'en 2012, toutes les personnes sans abri sans-abri auraient droit à un logement permanent. En partie à cause de ces définitions changeantes, le nombre de demandes d'aide jugées prioritaires a augmenté, passant de 20 000 en 2000/01 à 34 940 en 2008/09. Le nombre de ménages en hébergement temporaire est également passé de 4 600 en 2002 à 10 815 en 2010. Certaines autorités locales ont exprimé leur inquiétude de ne pas pouvoir répondre à la demande croissante de logements permanents existants. De 2012 à 2013, le nombre de personnes cherchant de l'aide pour les sans-abri a diminué de 11% pour atteindre 9 474. Le nombre de personnes sans abri ou menacées d'itinérance a diminué d'un dixième pour atteindre 7 649. Le nombre de personnes hébergées temporairement était d'environ 6% inférieur à la période de pointe du début de 2011, lorsque les placements temporaires dépassaient 12 000. Les 2 821 ménages avec enfants hébergés temporairement représentaient une diminution de 472 ménages (14%) par rapport à l'année précédente. Ces ménages comptaient au total 4 574 enfants, soit une diminution de 727 enfants (14%).